# Grace Nichols
Grace Nichols (née en 1950) est une poétesse guyanienne qui s'installe au Royaume-Uni en 1977. Elle écrit pour les adultes et les enfants. Son premier recueil, I is a Long-Memoried Woman (1983), remporte le Commonwealth Poetry Prize (en). 

## Biographie
Grace Nichols naît à Georgetown, en Guyane. C'est la cinquième d'une fratrie de sept enfants. Son père est directeur d'école et sa mère professeure de piano. Elle vit dans un petit village côtier jusqu'à ce que sa famille s'installe en ville lorsqu'elle a huit ans,. Elle obtient un diplôme en communication de l'Université de Guyane. Elle  travaille  comme enseignante (1967–1970), puis comme journaliste indépendante jusqu'en 1977 et dans les services d'information gouvernementaux (1973 -1976),,. Elle immigre avec sa première fille Lesley et son compagnon, le poète guyanien John Agard au Royaume-Uni en 1977,. Ils ont une fille ensemble, Kalera. Ils éditent plusieurs recueils de poèmes. Ils vivent ensemble à Lewes, East Sussex.  

### Écriture
Une grande partie de sa poésie est caractérisée par la culture des Caraïbes. Nichols est influencée par les folklores, les contes fantastiques et la tradition orale guyanienne, ainsi que les mythes de diverses cultures amérindiennes, notamment aztèque et inca,. Elle mêle le créole et l'anglais pour créer des rimes et des rythmes nouveaux dans ses poèmes. Le professeur d'anglais Laurence A. Breiner souligne la notoriété grandissante, dans les années 1980, d'auteures caribéennes comme Lorna Goodison, NourbeSe Philip, Erna Brodber et Michelle Cliff. Nichols participe à la First International Conference on Women Writers of the English-Speaking Caribbean qui se tient en 1988,.   
Son premier recueil de poésie, I is a Long-Memoried Woman remporte le prix de poésie du Commonwealth en 1983. Une femme noire évoque à la première personne les douleurs de la condition des esclaves noires, les travaux forcés et les vicissitudes de leur existence. En parallèle, elle compare le monde ancestral africain aux déesses de la fertilité et décrit les femmes traditionnelles parées du pouvoir de leur vie quotidienne : cuisine, agriculture, éducation des enfants. 
Elle écrit plusieurs autres livres de poésie et un roman pour adultes, Whole of a Morning Sky, 1986. Ses livres pour enfants comprennent des recueils de nouvelles et d'anthologies de poésie. Sa poésie est présentée dans les anthologies universitaires comme l'International General Certificate of Secondary Education (IGCSE) de l'Assessment and Qualifications Alliance (AQA), le Welsh Joint Education Committee (WJEC) et la littérature anglaise Edexcel. De nombreux étudiants de l'IGCSE au Royaume-Uni étudient ses œuvres. 
Elle est poète en résidence à la Tate Gallery de Londres en 1999-2000.

### Anthologise- Concours de poésie pour les écoles
En 2011, Nichols est membre du tout premier jury pour un nouveau concours de poésie scolaire nommé Anthologise, dirigé par la poète lauréate Carol-Ann Duffy. Des élèves âgés de 11 à 18 ans du Royaume-Uni sont invités à créer et à soumettre leurs propres anthologies de poésie publiée. 

## Œuvres choisies
- (en) I Is a Long-Memoried Woman, Karnak House, 1983, 88 p. (ISBN 0907015670)
- (en) The Fat Black Woman's Poems, Virago, 1984, 64 p. (ISBN 0860686353, présentation en ligne)
- (en) avec Barbara Burford, Gabriela Pearse, Jackie Kay, A Dangerous Knowing: Four Black Women Poets, Sheba Feminist Pub, 1984, 80 p. (ISBN 0907179282)
- (en) Whole of a Morning Sky  (roman), Virago Press Ltd, 1995 (1re éd. 1986), 160 p. (ISBN 0860687791, présentation en ligne)
- (en) avec Caroline Binch, Come on Into My Tropical Garden: Poems for Children, Lippincott Williams & Wilkins, 1990 (1re éd. 1988), 38 p. (ISBN 0397323492)
- (en) Lazy Thoughts of a Lazy Woman and other poems, Virago Press, 1989, 64 p. (ISBN 1853810762)
- (en) A Caribbean Dozen  (anthologie poèmes caribéens), Humanities Press Intl, 1994, 96 p. (ISBN 0744521726, présentation en ligne)
- (en) Sunris  (poèmes), Royaume-Uni, Virago Press, 1996, 86 p. (ISBN 1860490840, présentation en ligne)
- (en) Startling the Flying Fish, Royaume-Uni, Virago Press, 2006 (1re éd. 2005), 97 p. (ISBN 1844082911, présentation en ligne)
- (en) Picasso, I Want My Face Back, Bloodaxe Books, 2010 (1re éd. 2009), 63 p. (ISBN 1852248505)
- (en) I Have Crossed an Ocean: Selected Poems, Bloodaxe Books, 2011 (1re éd. 2010), 191 p. (ISBN 1852248580, présentation en ligne)
- (en) Cosmic Disco  (poèmes), Not Avail, 2013, 79 p. (ISBN 1847803989, présentation en ligne)
- (en) The insomnia poems, Hexham, Northumberland, Bloodaxe Books, 2017, 64 p. (ISBN 9781780373393, présentation en ligne)
- (en) avec Compton Davis, Passport to Here and There, Hexham, Northumberland, Bloodaxe Books, 2020, 80 p. (ISBN 1780375328, présentation en ligne)

## Récompenses
- 1983 : Commonwealth Poetry Prize (pour I is a Long Memoried Woman)[3]
- 1986 : prix des écrivains du British Arts Council[7]
- 1988 : boursière du British Arts Council[3]
- 1994 : Poetry Book Society, meilleure auteure pour enfants[8]
- 1996 : Guyana Poetry Prize (pour Sunris)[8]
- 2001 : prix Cholmondeley
- 2007 : élue membre de la Royal Society of Literature[13]
- 2008 : Guyana Poetry Award (pour Never live unloved)